# コールド・ターキー
「コールド・ターキー」（英語: Cold Turkey、邦題：冷たい七面鳥）は、1969年にジョン・レノン率いるプラスティック・オノ・バンドの第2弾シングルとして発表された曲である。作詞作曲のクレジットが初めて『ジョン・レノン』になった。

## 概要
原題の直訳は邦題の通り「冷たい七面鳥」だが、原題にはスラングで「（ヘロインなど薬物中毒の）禁断症状」 といった意味もある。レノンのアシスタントだったピーター・ブラウンが1983年に出版した著書では、本曲はレノンとオノ・ヨーコがヘロインの禁断症状から「想像力の爆発」で書いたものとされている。
一方、1970年代後半にレノンの秘書を担当していたフレッド・シーマン（Frederic Seaman）はブラウンの説を否定し、レノンとヨーコがクリスマスでの食べ残しを「禁断症状」で食べて重度の食中毒を患ったことをテーマにしたとレノンから打ち明けられたという。シーマンの1991年の著書では、レノンは真実の経緯を話すと笑われると考えて、制作のきっかけをヘロインの禁断症状に変えたとされている。
レノンは本曲をビートルズの楽曲にしようと考え、アルバム『アビイ・ロード』制作後、メンバーに提案したが全員に「冗談じゃない」と反対されたため、プラスティック・オノ・バンドの楽曲として発表せざるを得なかったと語っている。レノン以外の3人は本曲をドラッグ・ソングと解釈し、ビートルズ名義の発表に反対したとみられている。
1969年9月13日、レノンとヨーコはエリック・クラプトンらとプラスティック・オノ・バンドを結成して、カナダのトロントで開催された『トロント・ロックンロール・リバイバル』に出演して、発表前の本曲を披露した。約2週間後の9月30日、ロンドンのEMIレコーディング・スタジオ第2スタジオで、クラプトンやリンゴ・スターが参加したレコーディングが行われ、50テイク以上が繰り返された末に終了した。
10月下旬にシングル発表。B面収録曲はオノ・ヨーコ作「ドント・ウォーリー・キョーコ」（邦題「京子ちゃん心配しないで」）。英米ではビートルズのメンバーと同様に本曲をドラッグ・ソングであると解釈する向きが多く、BBC等の放送局で放送禁止曲に指定されたが、全英シングル・チャートの最高位が14位を記録するヒットになった。同年11月25日、レノンは声明を発表し、本曲のチャート順位が下がりつつある事を理由の一つに挙げて、MBE勲章をイギリス王室に返上したことを明らかにした。

## アートワーク
イギリス盤とアメリカ盤のジャケットの表裏には、レノンとヨーコの頭部のレントゲン写真が使用された。ヨーロッパの数か国では二人のレントゲン写真を横に並べているスリーブが発行された。1970年1月に発売された日本盤では二人のレントゲン写真の間にカラーの肖像写真が挿入された。

## クレジット
- ジョン・レノン- リード・ボーカル、バッキング・ボーカル、リードギター、リズムギター
- エリック・クラプトン - リードギター
- クラウス・フォアマン - ベース
- リンゴ・スター - ドラムス

## チャートパフォーマンス
| Chart (1969)               | Peak position |
| -------------------------- | ------------- |
| Canadian RPM Singles Chart | 30            |
| Dutch Top 40               | 39            |
| UK Singles Chart           | 14            |
| Chart (1970)               | Peak position |
| US Billboard Pop Singles   | 30            |
| US Cashbox Top 100         | 32            |

## 収録アルバム
- 平和の祈りをこめて
- スウィート・トロント (DVD)
- サムタイム・イン・ニューヨーク・シティ
- 決定盤ジョン・レノン〜ワーキング・クラス・ヒーロー
- シェイヴド・フィッシュ〜ジョン・レノンの軌跡
- ラヴ〜アコースティック
- レノン・レジェンド〜ザ・ヴェリー・ベスト・オブ・ジョン・レノン
- ザ・ヒッツ〜パワー・トゥ・ザ・ピープル
- ギミ・サム・トゥルース.

## ライブ・パフォーマンス
上記のように、本曲は1969年9月13日に『トロント・ロックンロール・リバイバル』で未発表曲として初披露され、ライヴ・アルバム『平和の祈りをこめて』に収録された。この時にはB面収録曲の「ドント・ウォーリー・キョーコ」も同様に初披露された。
1972年8月30日には、マディソン・スクエア・ガーデンで開催された知的障害を持つ子供のためのチャリティー・コンサート『ワン・トゥ・ワン・コンサート』にて、本曲が改めて披露、この模様は1986年に発売されたライブ・アルバム『ライヴ・イン・ニューヨーク・シティ』や同名の映像作品に収録されている。

## カバー
- チープ・トリック - トリビュート・アルバム"Working Class Hero: A Tribute to John Lennon"（1994年）、"Bun E.'s Basement Bootleg albums"（1994年）[21]。
- ハリウッド・ヴァンパイアーズ[注釈 4] - デビュー・アルバム"Hollywood Vampires"（2015年9月11日）[22]。